# Матюшевский, Евгений Александрович
Евгений Александрович Матюшевский — советский и российский инженер-механик, конструктор, лауреат Государственной премии РФ (1992).
Родился 13 февраля 1938 г.
Окончил Харьковский авиационный институт (1961), до 1965 года работал на Дубненском машиностроительном заводе.
С 1965 года в ОИЯИ: заместитель главного инженера, начальник КБ, главный инженер Лаборатории высоких энергий (ЛВЭ), в настоящее время — советник при дирекции ЛВЭ, старший научный сотрудник.
Руководил работами по модернизации почти всех крупных экспериментальных установок ЛВЭ. Возглавлял конструкторскую разработку узлов систем ввода и вывода установки Нуклотрон. Специалист по конструированию и исследованию узлов сверхпроводящих ускорителей.
Кандидат технических наук. Диссертация:
- Некоторые конструктивные особенности сверхпроводящих синхротронов ОИЯИ : диссертация … кандидата технических наук : 01.04.13. — Дубна, 1996. — 123 с. : ил.

Лауреат Государственной премии Российской Федерации 1992 года в области науки и техники — за разработку и создание экономичных сверхпроводящих магнитов для ускорителей высоких энергий. Награждён двумя медалями.